# Jan Breur
Jan Breur (* 23. Dezember 1951 in Schiedam; † 22. November 2010 in Vlaardingen) war ein niederländischer Radrennfahrer.

## Sportliche Laufbahn
Breur war im Bahnradsport und im Straßenradsport aktiv. Seine Spezialdisziplin war das Steherrennen. Als Amateur gewann er 1973 das Rennen 1001 Runde auf der Winterbahn in der Werner-Seelenbinder-Halle von Berlin mit Gerrie Knetemann als Partner. In der Limburg-Rundfahrt 1973 wurde er Dritter. Bei den Bahnradsport-Weltmeisterschaften 1973 kam er mit seinem Team auf den 8. Platz in der Mannschaftsverfolgung.
Von 1974 bis 1980 war er Berufsfahrer. Breur hatte seinen bedeutendsten sportlichen Erfolg mit dem Gewinn der Bronzemedaille im Steherrennen der Profis bei den Bahnradsport-Weltmeisterschaften 1975. Titelträger wurde Dieter Kemper aus Deutschland.
In der Vuelta a España 1978 schied er ebenso aus wie in der Tour de Suisse 1978. Bei den nationalen Meisterschaften im Steherrennen wurde er 1975 und 1976 Dritter. Auf der Straße gewann er einige Kriterien.